# Горди Албион
Горди или Перфидни Албион (фр. Perfide Albion) је погрдни назив за Енглеску (или Уједињено Краљевство) који се користи у контексту међународних односа и европске дипломатије и односи се на дела дволичности или издаје од стане британских монарха или влада према својим савезницима. Израз је скован у предреволуционарној Француској 18. века (у доба непријатељства између Француске и Енглеске). 
У Британији, у домаћој употреби, изразу би се додавао придев „горди“, док би у иностраној употреби он био замењен придевом „перфидни“. Отуда је „Горди Албион“ надимак енглеске репрезентације у фудбалу.